# كنيسة الصعود (روستوف-نا-دونو)
كنيسة الصعود (صعود يسوع) (بالروسية: Храм Вознесения Господня)، هي كنيسة روسية أرثوذكسية تقع في روستوف-نا-دونو، روستوف أوبلاست، روسيا، تم تشييدها سنة 1913، وقد تمت صياغة المشروع من قبل المهندس المعماري غريغوري فاسيليف. وقد كرس المذبح الرئيسي تكريما لصعود الرب، والمصليات الجانبية تكريما للقديسين (أدريان) و(ناتاليا)، وتكريما للقديس يوحنا الإنجيلي.
تعتبر الكنيسة معلمة من معالم التراث الثقافي الروسي.

## تاريخ
في عام 1892، بعد تفشي وباء الكوليرا خارج المدينة، تم إنشاء مقبرة سميت مقبرة الأخوة (Братское). في ذلك الوقت كانت أكبر مقبرة في روستوف-نا-دونو، ولكن لم يكن لديها حتى مصلى.
في عام 1929 تم إغلاق الكنيسة. واستخدم مباني «ملعب دينامو الرياضي» كمستودع. في عام 1933، فتحت الكنيسة مرة أخرى، إلا أنها أُغلقت في عام 1937.
في عام 1942، خلال فترة الاحتلال الألماني، أعيد فتح الكنيسة، وتم الافتتاح الرسمي في عام 1946، ومنذ ذلك الحين لم تتوقف الخدمات.
وفي أواخر التسعينات، أجريت أعمال الترميم، حيث تم ترميم برج الجرس والقبة. ومع بداية عقد 2000، أجريت أعمال إعادة بناء الكنيسة الداخلية.